# Pescatoria hirtzii
Pescatoria hirtzii är en orkidéart som först beskrevs av Waldv., och fick sitt nu gällande namn av Robert Louis Dressler. Pescatoria hirtzii ingår i släktet Pescatoria och familjen orkidéer. Inga underarter finns listade i Catalogue of Life.